# 三菱・ディグニティ
ディグニティ（DIGNITY）は、三菱自動車工業が販売していた最高級乗用車。初代はリムジン型で自社製造によりわずか15ヶ月間のみ。約11年の空白期間を経て2代目は兄弟車のプラウディアと同時に日産自動車からOEM供給を受け、ハイブリッド専用ロングボディのセダンとして復活した。
尚、初代は韓国現代自動車との共同開発、2代目は日産OEMである。

## 初代 S43A型（2000年 - 2001年）
トヨタ・センチュリーや日産・プレジデントの対抗馬として、1999年12月に発表、2000年2月に発売された。発売時の車両本体価格は999万円。兄弟車にヒュンダイ・エクウスがある。
プラウディアのリムジン仕様という位置付けであり、全体の骨格はプラウディアと共通で、太いセンターピラーが最大の特徴。全長を伸ばし豪華な内装が与えられている。エンジンは、プラウディアの最上級グレード同様、最大出力280馬力を発揮する、排気量4,500ccのV型8気筒DOHC GDIエンジンを横置き搭載したFF車であった。なお、平成12年排出ガス規制に適合していた。さらに、プラウディア同様「INVECS-Ⅱ」と呼ばれるマニュアルモード付5速トルコン式ATが組み合わせられた。
装備はプラウディアC仕様の装備に加え、ディスチャージライト、オペラライト、標準サイズスペアタイヤ、リヤシートヒーター、スーパーエグゼクティブシートシステム（後席電動リクライニング、バイブレーター、パワーヘッドレスト、助手席電動前倒シート）、前後左右独立調整デュアルエアコン、本革インテリア、電子制御サスを装備。ミラーは電動フェンダーが標準、オプションでドアミラーも選択可能だった。
秋篠宮家公用車として宮内庁に納入された実績がある。後に2代目ディグニティが納車されたが、2020年に秋篠宮が皇嗣となった後も夫妻専用車として使用され続けている。

当時の平成不況で需要が減少していた上に、「三菱グループ重役専用車」の印象が強く、非三菱系企業関係者に敬遠されたこと、販売開始からその半年後に三菱リコール隠しが発覚したことや、前輪駆動車であったことが超高級車らしからぬと当時は不評で、翌年3月末までにプラウディアと共に販売終了。最終的な生産台数は59台とごく少数にとどまった。これにより、当モデルが三菱独自生産の最高級車としては最後のモデルとなった。

### 年表
- 1999年（平成11年）12月 - 発表。
- 2000年（平成12年）2月 - 発売。
- 2001年（平成13年）3月 - 販売終了、生産完了。

### 台数
| 年間生産台数（年別） | 年間生産台数（年別） | 年間生産台数（年別） |
| 年                   | 製造台数             | 販売台数             |
| -------------------- | -------------------- | -------------------- |
| 1999                 | 15                   | 11                   |
| 2000                 | 42                   | 45                   |
| 2001                 | 2                    | 3                    |
| 計                   | 59台                 | 59台                 |

### 基本グレード
| グレード           | 販売年               | エンジン型式 | エンジン             | 排気量  | 最大出力       | 最大トルク         | 変速機 | 燃費    | 価格        |
| ------------------ | -------------------- | ------------ | -------------------- | ------- | -------------- | ------------------ | ------ | ------- | ----------- |
|                    |                      |              |                      |         |                |                    |        |         |             |
| （グレード名なし） | 2000年02月-2001年3月 | 8A80(GDI)    | V型8気筒DOHC32バルブ | 4,498cc | 280ps/5,000rpm | 42.0kg・m/4,000rpm | 5AT    | 7.8km/l | 9,990,000円 |
|                    |                      |              |                      |         |                |                    |        |         |             |

## 2代目 BHGY51型（2012年 - 2016年）
2012年4月26日、三菱自動車工業はHGY51型日産・シーマのOEM供給を発表。同年5月16日、車名が「ディグニティ」となると発表された。
2012年7月4日、プラウディアと同時にフルモデルチェンジを公式発表し、同月26日販売開始。自社製造されていた初代に比べて全高は高くなっているが、全長と全幅は短くなり、車両重量は200kg軽量化されるとともに、ロングボディとなった。日本国内における三菱車では初のハイブリッドカーとなり、「平成17年基準排出ガス75%低減レベル（☆☆☆☆）」と「平成27年度燃費基準+20%」を同時に達成した（なお、2015年4月に新たに設けられた平成32年度燃費基準に対応しており、「平成32年度燃費基準+20%」を達成）。HGY51型シーマに対して、エンブレム類やフロントデザインを変更しているが（商標権の都合上、サイドとリヤの「PURE DRIVE/HYBRID」エンブレムも付かない）、フロントデザインはベースとなったシーマとは異なり、フーガをベースとしたプラウディアと共通のデザインとなる。同時に、リアのクロームガーニッシュもシーマに採用されている格子状ではなく、プラウディア同様にフーガと同じものを採用する。また、ボディカラーのガーネットブラックパールとブレードシルバーメタリックはディグニティでは設定していない。なお、グレード体系は「VIP」のみのモノグレード体系だが、装備内容や価格はHGY51型シーマの最上級グレードである「HYBRID VIP G」と同等である。車両本体価格は先代から159万円値下げされている。なお、三菱が独自に設けている「10年間・10万km」の特別保証制度の対象外となっていた。その他、初代と同じく秋篠宮家公用車として宮内庁に納入されている。
2016年11月、登場から一度も改良されることなく、プラウディアとともに販売を終了。公式サイト上からも削除された。

### 年表
- 2012年（平成24年）
  - 4月26日 - HGY51型日産・シーマのOEM供給開始を発表。
  - 5月16日 - 車名が「ディグニティ」になると発表。
  - 7月4日 - 販売を公式発表。
  - 7月26日 - 販売開始
- 2016年（平成28年）11月 - 販売終了。

### ギャラリー

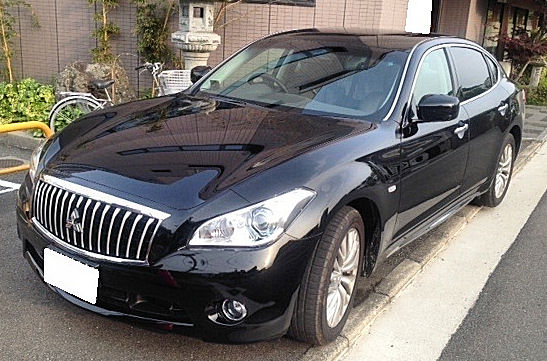
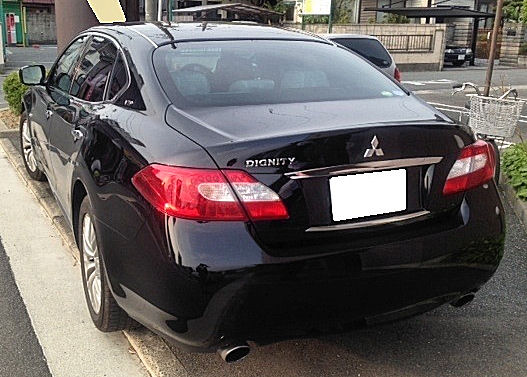

### 台数
| 年間販売台数（年別） | 年間販売台数（年別） |
| 年                   | 販売台数             |
| -------------------- | -------------------- |
| 2012                 | 61                   |
| 2013                 | 119                  |
| 2014                 | 13                   |
| 2015                 | 14                   |
| 2016                 | 7                    |
| 計                   | 214台                |

### 基本グレード
| グレード | 販売年                | エンジン型式 | エンジン             | 排気量  | 最大出力                                  | 最大トルク                                         | 変速機 | 燃費     | 価格        |
| -------- | --------------------- | ------------ | -------------------- | ------- | ----------------------------------------- | -------------------------------------------------- | ------ | -------- | ----------- |
| VIP      | 2012年07月-2016年11月 | VQ35HR       | V型6気筒DOHC24バルブ | 3,498cc | エンジン ・306ps/6,800rpm モーター ・68ps | エンジン ・35.7kg・m/5,000rpm モーター ・27.5kg・m | 7AT    | 16.6km/l | 8,640,000円 |

## 車名の由来
英語の"DIGNITY"に由来。意味は「尊厳」、「気品」。

## 注/脚注

### 注
1. ↑  プラウディア共々、ベースをFFのデボネア（3代目モデル）としていたことに由来する。
2. ↑  日産自動車のOEMの為、製造台数は無い。